# Prijedor
Občina Prijedor, popis 1991.; skupaj: 112.543
Prijedor, popis 1991.; skupaj: 34.635
Prijedor je mesto in občina v Bosni in Hercegovini v entiteti Republika Srbska. Sestava prebivalstva se je med in po vojni v letih 1992-95 močno spremenila iz prej približno uravnoteženega muslimansko-srbskega mesta v večinsko srbsko. 